# Källby församling
Källby församling är en församling i Kålland-Kinne kontrakt i Skara stift. Församlingen ligger i Götene kommun i Västra Götalands län och ingår i Götene pastorat. 

## Administrativ historik
Församlingen har medeltida ursprung.
Församlingen var till 2002 moderförsamling i pastoratet Källby, Broby, Skeby och Hangelösa. Församlingen införlivade 2002 Skeby församling, Hangelösa församling och Broby församling och utgjorde därefter till 2014 ett eget pastorat. Från 2014 ingår församlingen i Götene pastorat.

## Kyrkor
- Broby kapell
- Hangelösa kyrka
- Källby kyrka
- Skeby kyrka

## Organister
| Period    | Namn                            | Levnadstid   | Övrigt   |
| --------- | ------------------------------- | ------------ | -------- |
| 1680-1681 | Christian Beijer (orgelbyggare) | ca 1640-1714 | Organist |
| 1689-1692 | Anders Larsson Skeding          | ca 1661-1739 | Organist |
| 1820-1862 | Johan Otterström                | 1796-1877    | Organist |